# Eleazar Ayestas
Eleazar Ayestas (1875, León, Nicaragua - 15 de diciembre de 1973, Managua, Nicaragua) fue un importante sindicalista y militante social nicaragüense, considerado padre organizador del movimiento sindical en Nicaragua.

## Biografía
Poco se conoce de los primeros años de Ayestas. Se sabe que fue un excelente carpintero, como primer oficio, adquirido en León, y luego tuvo un muy buen desempeño como barbero. Influenciado principalmente por el laborismo inglés, y a raíz de la intervención y ocupación del país en 1912 por parte de los Estados Unidos, Ayestas comenzó a gestionar la organización de los obreros en la ciudad de León, visitando barrio por barrio en el reclutamiento de militantes, hasta formar en 1913 la COL (Central Obrera de León).
Fue fundador de la FON (Federación Obrera Nicaragüense), fundada el 12 de octubre de 1918 y cuyo primer congreso tuvo lugar en la misma fecha del año siguiente. Componían la FON las centrales obreras de varias ciudades del Pacífico, uniones obreras y sociedades mutualistas, como la Sociedad Unión de Zapateros, Unión de Panaderos, Unión de Carpinteros, Unión de Sastres y Unión de Albañiles. Militó para que a nivel de las organizaciones se empezase a celebrar el 1° de mayo como Día Internacional de los Trabajadores, y así consiguió que en 1920 se celebrase por primera vez. En el 1° de mayo de 1924, durante el acto conmemorativo, proclamó la separación de los obreros de las fuerzas libero-conservadoras del país, que históricamente conformaban el grueso del mapa político nicaragüense.
En los años 20 continuó con una gran actividad militante, siendo presidente del Partido Laborista, y fundador del Grupo de Solidaridad al Movimiento Obrero Nicaragüense, una agrupación de apoyo al General Augusto Sandino. También fue el tesorero de la Liga Patriótica Nicaragüense.
En este punto, hubo dos influencias significativas en Ayestas: una, fue la de Arturo Vega, figura relevante de las organizaciones obreras, quien lo introdujo en el espiritismo y la teosofía; la otra, fue la de Salomón de la Selva, sindicalista y uno de los más importantes poetas en la historia de Nicaragua. Con este último, Ayestas trabajaría en múltiples organizaciones, cofundadas o lideradas con de la Selva, como el Partido Laborista Nicaragüense, del que Ayestas fue presidente, o el semanario Acción Laborista, dirigido por de la Selva, y del que Ayestas era administrador. 

## Período dictatorial
Durante la guerra de liberación sandinista (1927-1933), Ayestas militó por el apoyo al General Sandino y su EDSN (Ejército Defensor de la Soberanía Nacional). Posterior al asesinato de Sandino y el ascenso al poder de Anastasio Somoza García, los grupos sociales capaces de representar un grupo de poder frente a Somoza se debilitaron de manera muy sensible.
Ayestas formó parte del Comité de Hacienda de la CTN (Central de Trabajadores de Nicaragua), y participó en la elaboración de los Estatutos de los Sindicatos Nacionales de Nicaragua, todavía durante la presidencia de Juan Bautista Sacasa.
Luego del derrocamiento de Sacasa por parte de Somoza el 9 de junio de 1936, éste incentivó la creación de una central obrera, siempre y cuando su perfil fuese asertivo de su mandato y tuviese un carácter cooperativo.
Con el paso del tiempo y el recrudecimiento de la dictadura somocista, ya de edad avanzada, Ayestas se retiró a Managua, donde vivió en un completo olvido. Murió en su casa habitación el 15 de diciembre de 1973.